# Leichtathletik-Europameisterschaften 1974/4 × 100 m der Frauen

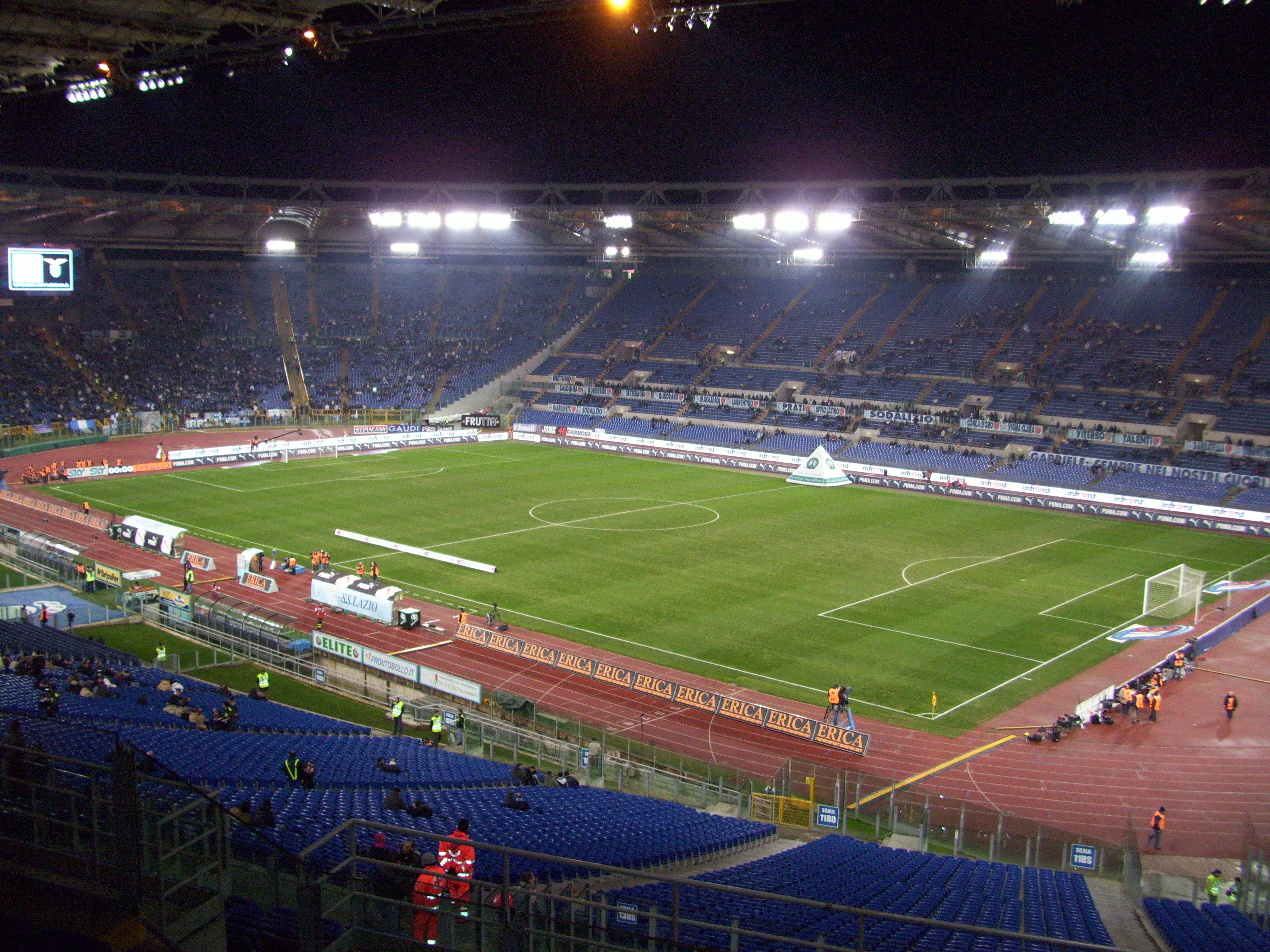
Das Olympiastadion von Rom im Jahr 2009

Die 4-mal-100-Meter-Staffel der Frauen bei den Leichtathletik-Europameisterschaften 1974 wurde am 8. September 1974 im Olympiastadion von Rom ausgetragen.
Europameister wurde die DDR in der Besetzung Doris Maletzki, Renate Stecher, Christina Heinich und Bärbel Eckert.
Den zweiten Platz belegte Titelverteidiger und Olympiasieger von 1972 Bundesrepublik Deutschland mit Elfgard Schittenhelm, Annegret Kroniger, Annegret Richter und Inge Helten.
Bronze ging an Polen (Ewa Długołęcka, Danuta Jędrejek, Barbara Bakulin, Irena Szewińska).

## Rekorde
Vorbemerkung:

In diesen Jahren gab es bei den Bestleistungen und Rekorden eine Zweiteilung. Es wurden nebeneinander handgestoppte und elektronisch ermittelte Leistungen geführt. Die offizielle Angabe der Zeiten erfolgte in der Regel noch in Zehntelsekunden, die bei Vorhandensein elektronischer Messung gerundet wurden. Allerdings verlor der in Zehntelsekunden angegebene Rekord immer mehr an Bedeutung. Ab 1977 hatte das Nebeneinander der Bestzeiten ein Ende, von da an wurde nur noch der elektronische gemessene und in Hundertstelsekunden angegebene Wert als Rekord gelistet.

### Offizielle Rekorde – Angabe in Zehntelsekunden

#### Bestehende Rekorde
| Weltrekord           | 42,6 s | DDR (Petra Kandarr, Renate Stecher, Christina Heinich, Doris Selmigkeit)                    | Potsdam, DDR (heute Deutschland) | 1. September 1973 |
| Europarekord         | 42,6 s | DDR (Petra Kandarr, Renate Stecher, Christina Heinich, Doris Selmigkeit)                    | Potsdam, DDR (heute Deutschland) | 1. September 1973 |
| Meisterschaftsrekord | 43,3 s | BR Deutschland (Elfgard Schittenhelm, Inge Helten, Annegret Irrgang, Ingrid Mickler-Becker) | EM Helsinki, Finnland            | 15. August 1971   |

#### Rekordverbesserungen
Im Rennen am 8. September wurde der bestehende Meisterschaftsrekord verbessert und darüber hinaus gab es einen Welt- sowie einen Landesrekord.
- Meisterschaftsrekord: 42,5 s – DDR (Doris Maletzki, Renate Stecher, Christina Heinich, Bärbel Eckert)
- Weltrekord: 42,5 s – DDR (Doris Maletzki, Renate Stecher, Christina Heinich, Bärbel Eckert)
- Landesrekord: 42,8 s – BR Deutschland (Elfgard Schittenhelm, Annegret Kroniger, Annegret Richter, Inge Helten)

### Elektronisch gemessene Rekorde

#### Bestehende Rekorde
| Weltrekord           | 42,81 s | BR Deutschland (Christiane Krause, Ingrid Mickler-Becker, Annegret Irrgang, Heide Rosendahl) | OS München, BR Deutschland (heute Deutschland) | 10. September 1972 |
| Europarekord         | 42,81 s | BR Deutschland (Christiane Krause, Ingrid Mickler-Becker, Annegret Irrgang, Heide Rosendahl) | OS München, BR Deutschland (heute Deutschland) | 10. September 1972 |
| Meisterschaftsrekord | 43,28 s | BR Deutschland (Elfgard Schittenhelm, Inge Helten, Annegret Irrgang, Ingrid Mickler-Becker)  | EM Helsinki, Finnland                          | 15. August 1971    |

#### Rekordverbesserungen
Im Rennen am 8. September wurde der bestehende Meisterschaftsrekord verbessert und darüber hinaus gab es einen Welt- sowie einen Landesrekord.
- Meisterschaftsrekord: 42,51 s – DDR (Doris Maletzki, Renate Stecher, Christina Heinich, Bärbel Eckert)
- Weltrekord: 42,51 s – DDR (Doris Maletzki, Renate Stecher, Christina Heinich, Bärbel Eckert)
- Landesrekord: 42,75 s – BR Deutschland (Elfgard Schittenhelm, Annegret Kroniger, Annegret Richter, Inge Helten)

## Durchführung
Es gab keine Vorrunde, nur acht europäische Teams waren für diese Europameisterschaften gemeldet. Die Sowjetunion trat nicht an, sodass sieben Staffeln den Wettkampf bestritten.

## Legende
- WR: Weltrekord
- BR: Bundesdeutscher Rekord
- DNS: nicht am Start (did not start)

## Ergebnis
8. September 1974, 17:00 Uhr
| Platz | Staffel        | Besetzung                                                           | Zeit (s) |
| ----- | -------------- | ------------------------------------------------------------------- | -------- |
| 1     | DDR            | Doris Maletzki Renate Stecher Christina Heinich Bärbel Eckert       | 42,51 WR |
| 2     | BR Deutschland | Elfgard Schittenhelm Annegret Kroniger Annegret Richter Inge Helten | 42,75 BR |
| 3     | Polen          | Ewa Długołęcka Danuta Jędrejek Barbara Bakulin Irena Szewińska      | 43,48    |
| 4     | Großbritannien | Linda Barratt Denise Ramsden Helen Golden Andrea Lynch              | 43,94    |
| 5     | Frankreich     | Nadine Goletto Catherine Delachanal Nicole Pani Sylviane Telliez    | 44,18    |
| 6     | Ungarn         | Judith Szabo Ildikó Szabó Zsuzsa Karoly Iren Arva                   | 44,51    |
| 7     | Italien        | Maura Gnecchi Adriana Carli Laura Nappi Cecilia Molinari            | 44,56    |
| DNS   | Sowjetunion    |                                                                     |          |